# Klaus-Peter Thaler
Klaus-Peter Thaler (Eckmannshausen, 14 maggio 1949) è un ex ciclista su strada e ciclocrossista tedesco.
Professionista dal 1976 al 1988, vinse quattro mondiali di ciclocross, due da dilettante e due da professionista, e, nella stessa specialità, ottenne anche otto vittorie nel campionato nazionale. Su strada vinse una tappa alla Vuelta a España 1977, concludendo terzo, e due tappe al Tour de France.

## Carriera
Da dilettante, grazie ai consigli di Rolf Wolfshohl, si affermò nel ciclocross riuscendo a vincere due maglie iridate. Competitivo anche su strada, fu selezionato per la prova in linea ai Giochi della XXI Olimpiade del 1976, in cui arrivò secondo, ma successivamente la giuria lo declassò al nono per volata irregolare. Irritato anche dal comportamento della federazione tedesca che non presentò ricorso al riguardo, Thaler decise di passare professionista.
Nella categoria dei professionisti ottenne diversi risultati, continuando a svolgere in parallelo anche l'attività nel cross.
Ritiratosi dal ciclismo, gareggiò per diversi anni come pilota automobilistico. Nel 2003 ha ricevuto riconoscimenti dal parlamento della Vestfalia per la sua attività dedicata al sociale.

## Palmarès

### Strada
- 1973 (dilettanti)

Grand Prix de Lillers
- 1974 (dilettanti)

Campionati tedeschi, Prova in linea
Colonia-Schuld-Frechen
6ª tappa Milk Race
- 1975 (dilettanti)

Nacht von Hannover
2ª tappa Grand Prix Tell
- 1976 (dilettanti)

Campionati tedeschi, Prova in linea
- 1977

9ª tappa Tour de France
1ª tappa, 2ª semitappa Vuelta a Andalucía
5ª tappa, 1ª semitappa Vuelta a Asturias
- 1978

3ª tappa Tour de France
Nacht von Hannover
- 1979

Coca-Cola Trophy
3ª tappa Giro di Germania
1ª tappa Critérium du Dauphiné Libéré
- 1980

1ª tappa Vuelta a las Tres Provincias
4ª tappa Vuelta a las Tres Provincias
Classifica generale Vuelta a les Tres Provincias
4ª tappa Vuelta a España
5ª tappa Paris-Nice
6ª tappa, 2ª semitappa Vuelta a Asturias
- 1981

6ª tappa Vuelta a Asturias
- 1982

Coca-Cola Trophy
1ª tappa Vuelta a las Tres Provincias
2ª tappa Vuelta a las Tres Provincias
- 1988

5ª tappa Volta ao Jogo

#### Altri successi
- 1978

4ª tappa Tour de France (cronosquadre)

### Ciclocross
- 1973 (dilettanti)

Campionati del mondo, Dilettanti
- 1974 (dilettanti)

Ciclocross di Pétange
- 1975 (dilettanti)

Schulteiss-Cup
Aretexabaleta
Pasajes
Leudelange
Ibarra
- 1976 (dilettanti)

Campionati del mondo, Dilettanti
Campionati tedeschi, Dilettanti
- 1976

Campionati tedeschi
Bertem
- 1977

Campionati tedeschi
Cyclocross Essen
Leudelange
- 1978

Campionati tedeschi
Schulteiss-Cup
- 1979

Campionati tedeschi
Jezuz-Eik
- 1980

Campionati tedeschi
- 1981

Campionati tedeschi
Ziklokross Igorre
- 1982

Campionati tedeschi
Schulteiss-Cup
Kortenberg
- 1985

Campionati del mondo
- 1986

Campionati tedeschi
- 1987

Campionati del mondo
Campionati tedeschi
Wetzikon
- 1988

Campionati tedeschi

## Piazzamenti

### Grandi Giri
- Tour de France

1977: fuori tempo massimo (17ª tappa)
1978: 35º
1980: 37º
1981: 49º
1982: 90º
- Vuelta a España

1977: 3º
1980: ritirato (18ª tappa)

### Classiche monumento
- Milano-Sanremo

1977: 17º
1978: 26º
1980: 8º
1981: 12º
- Giro delle Fiandre

1982: 20º
- Parigi-Roubaix

1981: 42º
1982: 27º

### Competizioni mondiali
- Campionati del mondo su strada

Barcellona 1973 - In linea Dilettanti: 14º
Montréal 1974 - In linea Dilettanti: 13º
San Cristóbal 1977 - In linea: ritirato
Nürburgring 1978 - In linea: 12º
Valkenburg 1979 - In linea: 11º
Sallanches 1980 - In linea: ritirato
Praga 1981 - In linea: 12º
Goodwood 1982 - In linea: 8º
- Campionati del mondo di ciclocross

Londra 1973 - Dilettanti: vincitore
Bera 1974 - Dilettanti: 2º
Melchnau 1975 - Dilettanti: 2º
Chazay d'Azergues 1976 - Dilettanti: vincitore
Hannover 1977: 9º
Amorebieta-Etxano 1978: 3º
Wetzikon 1980: 2º
Tolosa 1981: 5º
Lanarvily 1982: 10º
Birmingham 1983: 3º
Monaco di Baviera 1985: vincitore
Mlada Boleslav 1987: vincitore
- Giochi olimpici

Montréal 1976 - In linea: 9º